# Saison 3 de NCIS : Enquêtes spéciales
Chronologie
Saison 2 Saison 4
Cet article présente le guide des épisodes la troisième saison de la série télévisée NCIS : Enquêtes spéciales.

## Distribution

### Acteurs principaux
- Mark Harmon (VF : Hervé Jolly) : Leroy Jethro Gibbs
- Michael Weatherly (VF : Xavier Fagnon) : Anthony D. DiNozzo Jr.
- Cote de Pablo (VF : Cathy Diraison) : Ziva David (23 épisodes; principale à partir de l'épisode 4) [1]
- Pauley Perrette (VF : Anne O'Dolan) : Abigail Sciuto
- Sean Murray (VF : Adrien Antoine) : Timothy McGee
- Lauren Holly (VF : Élisabeth Wiener) : Jennifer Shepard (21 épisodes; principale à partir de l'épisode 2)
- David McCallum (VF : Michel Le Royer) : Donald Mallard

### Acteurs récurrents et invités
- Alan Dale : Thomas Morrow, directeur adjoint du DHS (épisode 1)
- Pancho Demmings (VF : Laurent Mantel) : Gerald Jackson, ancien assistant du médécin légiste (épisodes 1 et 2)
- Rudolf Martin (VF : Damien Boisseau) : Ari Haswari (demi-frère de Ziva David) (épisodes 1et 2)
- Sasha Alexander (VF : Ariane Deviègue) : Caitlin Todd, agent spécial du NCIS (épisodes 1, 2 et 24)
- Joe Spano (VF : Gérard Rinaldi) : Tobias C. Fornell, agent spécial du FBI (épisodes 2, 8 et 9)
- Jessica Steen (VF : Céline Monsarrat) : Paula Cassidy, agent spécial du NCIS (épisode 3)
- Stephanie Mello : Cynthia Summer, secrétaire de Jenny Shepard (épisodes 3, 10, 11, 18, 22 et 24)
- Brian Dietzen (VF : Christophe Lemoine) : Jimmy Palmer, assistant du médécin légiste (épisodes 4 à 6, 8 à 11, 14 à 17 et 19 à 24)
- Michael Bellisario : Charles Sterling, assistant d'Abby (épisodes 6 à 9)
- Don Franklin : Ron Sacks, agent spécial du FBI (épisode 9)
- Nina Foch : Victoria Mallard (mère de Donald Mallard) (épisode 20)
- Muse Watson (VF : Bruno Carna) : Mike Franks, ancien agent spécial du NIS (épisodes 23 et 24)
- Mary Matilyn Mouser : Kelly Gibbs (épisodes 23 et 24)
- Darby Stanchfield : Shannon Gibbs (épisodes 23 et 24)

## Production
Cette troisième saison, comporte 24 épisodes et est diffusée du 20 septembre 2005 au 16 mai 2006 sur CBS.
Au Canada, la saison a été diffusée sur le système CH, le réseau secondaire de Global, la veille de sa diffusion américaine, soit le lundi soir à 22 h, sauf la station de Montréal.
En France la série est toujours diffusée sur M6 du 1er septembre 2006 au 12 janvier 2007.
Cette saison permet d'introduire un nouvel agent dans l'équipe de Gibbs, Ziva David interprétée par Cote de Pablo, elle remplace Sasha Alexander qui interprétait le personnage de Caitlin Todd dont le personnage est tuée en fin de saison dernière. Ziva David intègre définitivement l'équipe dans l'épisode 4 de la saison.
Tom Morrow, le directeur du NCIS, quitte son poste pour aller à la sécurité intérieure, il est remplacé par Jenny Shepard interprétée par Lauren Holly, ancienne coéquipière d'infiltration de Gibbs, cette dernière devient alors par la suite personnage principal à partir de l'épisode 9.
Joe Spano et Brian Dietzen sont revenus en tant que récurrents cette saison lors de plusieurs épisodes.

## Épisodes

### Épisode 1:Kill Ari (1/2)
- États-Unis : 20 septembre 2005 sur CBS
- France : 1er septembre 2006 sur M6
- Québec : 25 septembre 2006 sur Historia

- États-Unis : 15,48 millions de téléspectateurs[3]
- France :  5,2 millions de téléspectateurs (22,6 % de pda*)[4]

- Sasha Alexander (agent Caitlin Todd) 1/3
- Rudolf Martin (Ari Haswari) 1/2
- Cote de Pablo (officier du Mossad Ziva David)
- Pancho Demmings (Gerald Jackson) 1/2
- Alan Dale (ex-directeur du NCIS Thomas Morrow)
- Lauren Holly (directrice du NCIS Jennifer Shepard)
- A.J. Tannen (agent du Mossad)

- Le scénario, comme celui de l'épisode suivant, est écrit par le producteur lui-même, Donald Bellisario. Gibbs se montre très gentil, notamment avec Tony et McGee. Tony fait tout pour que Gibbs retrouve son état normal.
- On apprend par le biais du nouveau directeur du NCIS Jennifer Shepard, ancienne connaissance de Gibbs que celui-ci n'est pas à son premier bateau en construction. En effet il y a 6 ans, il en possédait déjà un qu'il avait baptisé "Diane", le prénom de sa femme à ce moment-là. Ce bateau a fini brûlé par les propres mains de Jethro sans doute quand il s'est séparé de cette dite "Diane".

### Épisode 2: KillAri (2/2)
- États-Unis : 27 septembre 2005 sur CBS
- France : 1er septembre 2006 sur M6
- Québec : 26 septembre 2006 sur Historia

- États-Unis : 15,09 millions de téléspectateurs[5]
- France :  5,6 millions de téléspectateurs (25,6 % de pda*)[4]

- Sasha Alexander (agent Caitlin Todd) 2/3
- Rudolf Martin (Ari Haswari) 2/2
- Cote de Pablo (officier du Mossad Ziva David)
- Gloria Votsis (agent du Mossad Dana)
- Pancho Demmings (Gerald Jackson) 2/2
- Joe Spano (agent Tobias Fornell) 1/3
- Lauren Holly (directrice du NCIS Jennifer Shepard)

### Épisode 3:Bras de fer
- États-Unis : 4 octobre 2005 sur CBS
- France : 8 septembre 2006 sur M6
- Québec : 27 septembre 2006 sur Historia

- États-Unis : 16,87 millions de téléspectateurs[6]
- France : 5,6 millions de téléspectateurs[7]

- Jessica Steen (Agent Paula Cassidy)
- Lawrence Monoson (Adam O'Neill)
- Chad Donella (John Briggs)
- N. T. Wright (Warden Sam Kelleher)
- Scott Williamson (Gouverneur de Virginie Charles Norin)
- Christopher Shyer (Kyle Boone)
- Stephanie Mello (Secrétaire du NCIS Cynthia Sumner)

- L'agent Paula Cassidy occupe le poste qu'occupait l'agent Kate Todd qui est décédée à la fin de la saison 2, pour une période d'une semaine, mais n'aura pas le droit d'occuper son bureau car ça reste toujours le bureau de Kate. Seule et unique apparition de Paula sur toute la saison 3.

### Épisode 4:Trésor de guerre
- États-Unis : 11 octobre 2005 sur CBS
- Québec : 28 septembre 2006 sur Historia
- France : 9 novembre 2006 sur M6

- États-Unis : 16,78 millions de téléspectateurs[8]
- France :   5,7 millions de téléspectateurs[7]

- Brian Dietzen (Jimmy Palmer) 1/17
- Barbara Niven (Dr Elaine Burns)
- Robert Blanche (Brett Willis)
- Larry Clark (Producteur)
- Burnadean Jones (Sally Smith)
- John Berg (Général Grant)
- Lauren Holly (Directrice du NCIS Jennifer Shepard)
- Byrne Offutt (Judd Kearns)

- C'est dans cet épisode que Ziva David intègre officiellement l'équipe du NCIS même si Gibbs n'est pas tout de suite d'accord.
- Sur le terrain, Ziva porte la casquette que Tony troue dans la saison 1 en s’entraînant au tir.

### Épisode 5:Mr et Mrs Smith
- États-Unis : 18 octobre 2005 sur CBS
- France : 15 septembre 2006 sur M6
- Québec : 29 septembre 2006 sur Historia

- États-Unis : 17,69 millions de téléspectateurs[9]
- France : 
  - 5,94 millions de téléspectateurs (24,6 % de pda*)[10]
  - 5,8 millions de téléspectateurs (rediffusion du 9 novembre 2007)
  - 3,9 millions de téléspectateurs (rediffusion du 27 janvier 2012)[11]

- Brian Dietzen (Jimmy Palmer) 2/17
- Andrew Caple-Shaw (Quartier-maître Jerry Smith)
- Merritt Wever (Wendy Smith)
- Geoffrey Lower (Robert Morris)
- Wilson Bethel (John Kirby, le faux Smith)
- Richard F. Whiten (Lieutenant Jody Hampton)

### Épisode 6:Meurtre en direct
- États-Unis : 25 octobre 2005 sur CBS
- France : 15 septembre 2006 sur M6
- Québec : 30 septembre 2006 sur Historia

- États-Unis : 18,01 millions de téléspectateurs[12]
- France : 
  - 6,22 millions de téléspectateurs (27,3 % de pda*)[10]
  - 4,3 millions de téléspectateurs (rediffusion du 9 novembre 2007)

- Brian Dietzen (Jimmy Palmer) 3/17
- Bradley White (Bart Powell)
- Michael Bellisario (Charles Sterling) 1/4
- Nat Faxon (Carter Finch)
- John Eric Bentley (Capitaine Arthur Caldwell)
- Marty Papazain (Sergent Jake Roberts)
- Brittney Powell (Jamie Carr)
- Lauren Holly (Directrice du NCIS Jennifer Shepard)

### Épisode 7:Code d'honneur
- États-Unis : 1er novembre 2005 sur CBS
- France : 22 septembre 2006 sur M6
- Québec : 2 octobre 2006 sur Historia

- États-Unis : 18,08 millions de téléspectateurs[13]
- France :
  - 6,27 millions de téléspectateurs (25,2 % de pda*)
  - 6,5 millions de téléspectateurs (26,3 % de pda* ; rediffusion du 16 novembre 2007)

- Jack Stehlin (Harry Wilder)
- Michael Reilly Burke (Frank Connell)
- Michael Bellisario (Charles Sterling) 2/4
- Joseph Castanon (Zach Tanner)
- Susse Budde (Laura Osgood)
- Lauren Holly (Directrice du NCIS Jennifer Shepard)

### Épisode 8:Sous couverture
- États-Unis : 8 novembre 2005 sur CBS
- France : 29 septembre 2006 sur M6
- Québec : 3 octobre 2006 sur Historia

- États-Unis : 17,79 millions de téléspectateurs[14]
- France : 
  - 5,83 millions de téléspectateurs
  - 4,8 millions de téléspectateurs (26,6 % de pda* ; rediffusion du 16 novembre 2007)
  - 5,4 millions de téléspectateurs (rediffusion du 10 février 2012)[15]

- Brian Dietzen (Jimmy Palmer) 4/17
- Phillip Rhys (Yussif)
- Michelle Krusiec (Maya)
- Michael Bellisario (Charles Sterling) 3/4
- Eric Steinberg (Marcos Siazon)
- Joe Spano (Tobias Fornell) 2/3
- Lauren Holly (Directrice du NCIS Jennifer Shepard)

### Épisode 9:Le Coupable idéal
- États-Unis : 22 novembre 2005 sur CBS
- Québec : 4 octobre 2006 sur Historia
- France : 6 octobre 2006 sur M6

- États-Unis : 16,43 millions de téléspectateurs[16]
- France :
  - 6,22 millions de téléspectateurs (25,6 % de pda*)
  - 4,0 millions de téléspectateurs (rediffusion du 10 février 2012)[15]

- Brian Dietzen (Jimmy Palmer) 5/17
- Don Franklin (Ron Sacks)
- Michael Bellisario (Charles Sterling) 4/4
- Matt Malloy (George Pardo)
- Lindsay Price (Lieutenant Pam Kim)
- Elisabeth Bennett (Carla Johnson)
- Jarrod Crawford (Sergent Brooks)
- Randy Wayne (Grant Bridges)
- Joe Spano (Tobias Fornell) 3/3

### Épisode 10:Le Troisième Homme
- États-Unis : 29 novembre 2005 sur CBS
- Québec : 5 octobre 2006 sur Historia
- France : 13 octobre 2006 sur M6

- États-Unis : 18,17 millions de téléspectateurs[17]
- France : 6,3 millions de téléspectateurs (25,5 % de pda*)[18]

- Brian Dietzen (Jimmy Palmer) 6/17
- Christopher Allport (Dan Karzin)
- William Gregory Lee (Agent de police Keith Archer)
- Stephanie Mello (Cynthia Sumner)

### Épisode 11:Roméo & Juliette
- États-Unis : 13 décembre 2005 sur CBS
- Québec : 6 octobre 2006 sur Historia
- France : 20 octobre 2006 sur M6

- États-Unis : 17,11 millions de téléspectateurs[19]
- France : 
  - 6,05 millions de téléspectateurs (24,1 % de pda*)[20]
  - 5,27 millions de téléspectateurs (21,0 % de pda* ; rediffusion du 23 novembre 2007)

- Brian Dietzen (Jimmy Palmer) 7/17
- John Pleshette (Tom Crawley)
- Jeffrey Pierce (Sergent Michael Mc Mannis)
- Mini Anden (Hannah Bressling)
- Judith Shekoni (Natalie Vance)
- Wendy Braun (Cindy Sanchez)
- Stephanie Mello (Cynthia Sumner)

### Épisode 12:Prisonniers
- États-Unis : 10 janvier 2006 sur CBS
- Québec : 7 octobre 2006 sur Historia
- France : 27 octobre 2006 sur M6

- États-Unis : 17,19 millions de téléspectateurs[21]
- France : 
  - 5,72 millions de téléspectateurs (24,3 % de pda*)[22]
  - 4,02 millions de téléspectateurs (21,1 % de pda* ; rediffusion du 23 novembre 2007)

- Daniel Roebuck (Matthew Lake)
- Morocco Omari (Thomas Survoy)
- Tony Armatrading (William N'diaye)
- James Martin Kelly (Mookie Perkins)

### Épisode 13:Les Meilleures Intentions
- États-Unis : 17 janvier 2006 sur CBS
- France : 3 novembre 2006 sur M6
- Québec : 4 décembre 2006 sur Historia

- États-Unis : 17,74 millions de téléspectateurs[23]
- France : 
  - 6,28 millions de téléspectateurs (25,6 % de pda*)[24]
  - 6,15 millions de téléspectateurs (25,3 % de pda* ; rediffusion du 30 novembre 2007)
  - 4,3 millions de téléspectateurs (rediffusion du 24 février 2012)[25]

- Phil Morris (Paul Martino)
- P.J. Byrne (Ross Logan)
- Eric Lange (William Lafferty)
- Helen Eigenberg (Amanda Wilkerson)
- Jesse Plemons (Jason « Geck » Geckler)
- Zac Efron (Daniel « Danny » Austin)
- Austin Stout (Timothy « Tim » Griffin)
- Gary Kraus (Chuck Parnell)

### Épisode 14:Agent dormant
- États-Unis : 24 janvier 2006 sur CBS
- France : 10 novembre 2006 sur M6
- Québec : 5 décembre 2006 sur Historia

- États-Unis : 16,97 millions de téléspectateurs[26]
- France : 
  - 6,3 millions de téléspectateurs (24,9 % de pda*)[27]
  - 4,65 millions de téléspectateurs (26,7 % de pda* ; rediffusion du 30 novembre 2007)
  - 3,57 millions de téléspectateurs (rediffusion du 24 février 2012)[28]

- Brian Dietzen (Jimmy Palmer) 8/17
- Keone Young (Lee Sung)
- Esther K. Chae (Yoon Dawson)
- Karl Makinen (James Dawson)
- Tim Griffin (Malcolm Porter)
- Ruth Rudnick (Gina Goodwin)

### Épisode 15:Puzzles
- États-Unis : 7 février 2006 sur CBS
- France : 17 novembre 2006 sur M6
- Québec : 6 décembre 2006 sur Historia

- États-Unis : 16,05 millions de téléspectateurs[29]
- France : 
  - 6,55 millions de téléspectateurs (25,5 % de pda*)[30]
  - 5,7 millions de téléspectateurs (24,2 % de pda* ; rediffusion du 7 décembre 2007)
  - 5,3 millions de téléspectateurs (rediffusion du 19 septembre 2008)
  - 5,1 millions de téléspectateurs (rediffusion du 2 mars 2012)[31]

- Brian Dietzen (Jimmy Palmer) 9/17
- Chelsea Field (Jocelyn Wayne)
- Scott Atkinson (Kyle Ross)
- Stephanie Michels (Sean Oliver)
- Bruce French (Floyd Vernon)
- Jamie Martz (Marc Hobie)
- Ivar Brogger (Simon Katz)

### Épisode 16:Frères d'armes
- États-Unis : 28 février 2006 sur CBS
- France : 24 novembre 2006 sur M6
- Québec : 7 décembre 2006 sur Historia

- États-Unis : 15,14 millions de téléspectateurs[32]
- France : 
  - 6,22 millions de téléspectateurs (23,7 % de pda*)[33]
  - 4,5 millions de téléspectateurs (24,6 % de pda* ; rediffusion du 7 décembre 2007)
  - 3,6 millions de téléspectateurs (rediffusion du 2 mars 2012)[34]

- Brian Dietzen (Jimmy Palmer) 10/17
- Stephanie Mello (Cynthia Sumner)
- Conor O'Farrell (William Danforth Sr.)
- John L. Adams (Seth Patterson)
- Brandon Largent (Kenneth Merril)
- Michael Holden (Wayne Dobson)
- Evan Helmuth (Jeff Beilsman)
- Ellen Hollman (Tina Larsen)

### Épisode 17:Prédateur
- États-Unis : 7 mars 2006 sur CBS
- France : 1er décembre 2006 sur M6
- Québec : 8 décembre 2006 sur Historia

- États-Unis : 17,21 millions de téléspectateurs[35]
- France : 6,73 millions de téléspectateurs (26,7 % de pda*)[36]

- Brian Dietzen (Jimmy Palmer) 11/17
- Todd Allen (James Landis)
- Michelle Harrison (Roberta « Bobby » Hendricks)
- Chris Payne Gilbert (Wesley Rowan)
- Scott Anthony Leet (Jason Edom)
- Alex Frost (Jerry)

### Épisode 18:Bombe humaine
- États-Unis : 14 mars 2006 sur CBS
- Québec : 9 décembre 2006 sur Historia
- France : 15 décembre 2006 sur M6

- États-Unis : 17,55 millions de téléspectateurs[37]
- France : 6,6 millions de téléspectateurs (24,5 % de pda*)[38]

- Stephanie Mello (Cynthia Sumner)
- Paul Schulze (Ken Meyers)
- Michael Welch (acteur) (Kody Meyers)
- Jade Carter (Daniel Wise)
- Mauricio Mendoza (Rico Caldas)
- Linsey Godfrey (Stephanie Phillips)
- Charles Duckworth (Joe Bennes)
- Alexandra Krosney (Nadia Harcourt)
- Ruth Zalduondo (Angela Meyers)

Pour la première fois, Tony et Gibbs inversent leurs rôles : Tony dirige seul l'enquête avec talent et se permet même de remettre la directrice à sa place, alors que Gibbs est pris en otage.

### Épisode 19:De sang froid
- États-Unis : 4 avril 2006 sur CBS
- Québec : 11 décembre 2006 sur Historia
- France : 22 décembre 2006 sur M6

- États-Unis : 15,52 millions de téléspectateurs[39]
- France :
  - 6,20 millions de téléspectateurs (24,0 % de pda*)[40]
  - 5,49 millions de téléspectateurs (23,3 % de pda* ; rediffusion du 21 décembre 2007)[41]

- Brian Dietzen (Jimmy Palmer) 12/17
- Douglas Spain (Ceasar Bernal)
- Benjamin Brown (Arvidas)
- Aris Alvarado (Tomas Zepeda)
- Michael Esparza (Jose Silva)
- Seth Adkins (Sean Hodges)
- Austin Majors (Jeremy Hodges)
- Matthew Iseman (Talbot)

### Épisode 20:La Taupe
- États-Unis : 18 avril 2006 sur CBS
- Québec : 12 décembre 2006 sur Historia
- France : 29 décembre 2006 sur M6

- États-Unis : 15,9 millions de téléspectateurs[42]
- France :
  - 6,0 millions de téléspectateurs (23,9 % de pda*)
  - 4,22 millions de téléspectateurs (25.4 % de pda* ; rediffusion du 21 décembre 2007)[43]
  - 4,9 millions de téléspectateurs (rediffusion du 23 mars 2012)[44]

- Brian Dietzen (Jimmy Palmer) 13/17
- Scott Paulin (Kevin Dorn)
- Mark Harelik (Ron Levinson)
- Kimberlee Peterson (Keira Napleton)
- Jonathan Fraser (Jack Lyon)
- Nina Foch (Victoria Mallard)

### Épisode 21:À l'amour, à la mort
- États-Unis : 25 avril 2006 sur CBS
- France : 8 décembre 2006 sur M6
- Québec : 13 décembre 2006 sur Historia

- États-Unis : 15,56 millions de téléspectateurs[45]
- France :
  - 6,34 millions de téléspectateurs
  - 5,55 millions de téléspectateurs (23,0 % de pda* ; rediffusion du 28 décembre 2007)[46]
  - 3,6 millions de téléspectateurs (rediffusion du 23 mars 2012)[44]

- Brian Dietzen (Jimmy Palmer) 14/17
- Vincent Young (Mikel Mawher)
- Mimi Kuzyk (Ginger Stevenson)
- Eddie Jemison (Terry Spooner)
- Ken Lerner (Albert Hencheck)
- Sondra Currie (Lilian Hencheck)
- Richard Keith (Frank Dreyer)
- Gregory Crane (Ert Member)

### Épisode 22:Le Petit Frère
- États-Unis : 2 mai 2006 sur CBS
- Québec : 14 décembre 2006 sur Historia
- France : 5 janvier 2007 sur M6

- États-Unis : 14,95 millions de téléspectateurs[47]
- France :
  - 6,3 millions de téléspectateurs[48]
  - 4,53 millions de téléspectateurs (23,5 % de pda* ; rediffusion du 28 décembre 2007)[49]

- Brian Dietzen (Jimmy Palmer) 15/17
- Stephanie Mello (Cynthia Sumner)
- Tamara Taylor (Cassie Yates)
- Connor Trinneer (James Dempsey)
- Rodney Scott (Brian Dempsey)
- Alex Nesic (Alex Rudd)
- Tim Russ (Jerry Kemper)

### Épisode 23:Hiatus(1/2)
- États-Unis : 9 mai 2006 sur CBS
- Québec : 15 décembre 2006 sur Historia
- France : 12 janvier 2007 sur M6

- États-Unis : 15,71 millions de téléspectateurs[50]
- France :
  - 6,45 millions de téléspectateurs (25,1 % de pda*)[51]
  - 3,95 millions de téléspectateurs (21,6 % de pda* ; rediffusion du 25 décembre 2009)[52]

- Brian Dietzen (Jimmy Palmer) 16/17
- Muse Watson (Mike Franks)
- Cotter Smith (Sam Stevens)
- Christopher Maher (Aris Mahir)
- Burt Bulos (Abog Galib)
- Jarvis Georges (Morgan Tolliver)
- Aloma Wright (Nurse Ethel Washingtown)
- Tess Lina (Maria Baliad)
- Brett Cullen (Todd Gelfand)
- Darby Stanchfield (Shannon Gibbs)
- Mary Matilyn Mouser (Kelly Gibbs)

- Après Pulp Fiction dans l'épisode 17, c'est maintenant à Usual Suspects de Bryan Singer que cet épisode fait explicitement référence. L'ambiance de la scène initiale est directement inspirée de ce film.
- Le scénario, comme ceux des deux premiers épisodes, est écrit par le producteur lui-même, Donald Bellisario.
- On voit pour la première fois apparaître le mentor de Gibbs, l'agent spécial Mike Franks (Muse Watson)

### Épisode 24:Hiatus(2/2)
- États-Unis : 16 mai 2006 sur CBS
- Québec : 16 décembre 2006 sur Historia
- France : 12 janvier 2007 sur M6

- États-Unis : 16,49 millions de téléspectateurs[53]
- France :
  - 6,90 millions de téléspectateurs (27,5 % de pda*)[51]
  - 3,49 millions de téléspectateurs (25,3 % de pda* ; rediffusion du 25 décembre 2009)[54]

- Brian Dietzen (Jimmy Palmer) 17/17
- Muse Watson (Mike Franks)
- Stephanie Mello (Cynthia Sumner)
- Cotter Smith (Sam Stevens)
- Christopher Maher (Aris Mahir)
- Burt Bulos (Abog Galib)
- Jarvis Georges (Morgan Tolliver)
- Kevin West (Mario)
- Tess Lina (Maria Baliad)
- Brett Cullen (Todd Gelfand)
- Darby Stanchfield (Shannon Gibbs)
- Mary Matilyn Mouser (Kelly Gibbs)
- Sasha Alexander (Caitlin Todd) 3/3

- Le scénario, comme ceux des deux premiers épisodes ainsi que du précédent, est écrit par le producteur lui-même, Donald Bellisario. C'est la première apparition de Muse Watson, alias Mike Franks, ancien patron de Jethro Gibbs, de qui ce dernier s'inspire pour son style de gestion de l'équipe, en particulier la tape sur la tête.
- Par ailleurs, lorsque Ziva redonne la mémoire à Gibbs, un flashback montre la mort de Kate. Enfin, dans les cinq dernières minutes de cet épisode, Gibbs fait d'Anthony DiNozzo le nouveau chef d'équipe, décrétant qu'il prend sa retraite.

## Audiences
Les audiences présentées ci-dessous sont celles de la première diffusion, inédite, des épisodes.

### En France
En millions de téléspectateurs

### Aux États-Unis
En millions de téléspectateurs